# Діалоги Платона
Діалоги Платона — твори давньогрецького афінського філософа Платона (428/427 до н. е. — 348/347 до н. е.) у формі діалогів між різними історичними й вигаданими персонажами. Становлять значну частину всіх творів Платона — так званого «платонівського корпусу» (лат. Corpus Platonicum). Ім'я найзначущішого персонажа кожного діалогу зазвичай винесено в назву діалогу.

## Характерні риси та прийоми діалогів
У всіх діалогах Платона дослідники різних епох знаходили схожі риси, стилістичні та змістові прийоми, які допомагають глибше розуміти твори філософа, оскільки він за допомогою них доносив також свою думку.

### Діалогічна форма
Сама побудова творів у вигляді діалогу, а іноді й діалогу в діалозі (наприклад, Федон) є невипадковою. Платон визнавав усну форму філософствування більш гідною, ніж письмову. Пов'язано це було з тим, що «письмовий логос» не може себе захистити". Тобто, виклавши щось у письмовій формі, автор прирікає написане на критику, проти якої його думка нездатна захиститися в силу того, що книга «мовчить». Переконаний у діалектичному способі осягнення істини, Платон висловлював свої ідеї саме у формі діалогу, як найближчій до живої розмови. Проте діалог також не можна вважати повним еквівалентом усного слова, оскільки він так чи інакше є все ж писаним, а найправильнішою формою філософствування Платон визнавав саме усну. Крім того, саме у вигляді діалогу представлявся філософу процес мислення, який він визначав як «розмову душі з самою собою». Цим пояснюється і та особливість, що спілкування завжди ведеться виключно з одним опонентом.

### Нерівність учасників
Однією з характерних рис діалогів також є нерівність учасників, що ведуть їх. У кожному творі завжди є провідний персонаж (Сократ, а потім і інші герої), який контролює хід діалогу, задає питання своєму опонентові. Схоже, що Платон навмисно прописував своїх героїв нерівними, зокрема й за інтелектуальним здібностями, а також у моральному плані, щоб окрім іншого показати, що може заважати людині стати справжнім діалектиком, філософом (так, наприклад, в «Горгії» Каллікл представлений як «незручна» для філософії людина в силу недостатності його моральної культури, попри те, що він дуже розумний). Крім того, нерівність сперечальників трактується і як необхідна умова для досягнення певної фінальної точки міркування. Якби співрозмовники в діалозі були рівними в своїх діалектичних здібностях, то більшість діалогів мали б закінчуватися апоріями або ж просто не досягали б ніякої кінцевої істини. Тому провідний співрозмовник завжди здатний відповісти на будь-які випади опонента.

### Епізоди «замовчування»
Однією з яскравих рис діалогів Платона є так звані «епізоди замовчування», коли Сократ або інший ведучий співрозмовник відкладає обговорення тих чи інших питань, не повертаючись до них потім. Крім того, в діалогах досить часто зустрічаються фрази та твердження, які відсилають читача до тих чи інших ідей Платона, які, однак, не можна знайти в інших діалогах. Тому виникло уявлення про існування т. зв. «неписаного вчення» Платона. Дослідники платонівських текстів зробили висновок про його існування і на основі того, що, наприклад, Арістотель у своїх працях часто сперечається з тими чи іншими платонівськими ідеями, які не висловлені в діалогах. Те, що філософія Платона багато в чому лежить за межами написаного ним, пояснюється, по-перше, тим, що він не бачив сенсу в обговоренні «важливіших предметів» у письмовому вигляді. По-друге, існують припущення, що діалоги могли служити опорою для учнів Академії, в якій філософії навчалися переважно в усній формі (принаймні за життя Платона), для пригадування яких-небудь моментів. Крім того, подібна поведінка провідного учасника діалогу, який свідомо йшов на обмеження глибини філософських шукань у процесі діалогу, пояснюється і тим, що філософія Платона була «есотеричним» вченням, тобто призначеним для підготовлених слухачів і читачів.

### Відхід від теми
Одним зі способів обґрунтування своєї позиції, застосовуваних провідним співрозмовником, є тимчасовий відхід від безпосередньої теми розмови з метою розгляду окремих значущих деталей, які пролягають на рівень вище, ніж сам діалог. Так звані ситуації «допомоги» своєму слову у провідного співрозмовника пов'язані з торканням фундаментальніших принципів, що наближаються до основ платонівської філософії. При цьому, такий прийом застосовується в ситуаціях, коли теза провідного співрозмовника, вже підтверджена низкою основ, все ж вимагає міцнішого захисту від спростування.

### Прийоми побудови діалогу
Платон, щоб посилити свою думку в діалогах, звертався до низки літературних прийомів. Одним з них є наявність у кожному діалозі єдиного лейтмотиву, «наскрізної дії», розуміння якого робить зрозумілішим і зміст діалогу. Це деяка дія головних героїв твору, яка тягнеться через усі оповіді і в рамках якої й проходить уся суперечка. Наприклад, у «Харміді» такою наскрізною дією стає порив головного героя стати учнем Сократа, навколо якого і будується композиція твору.
Іронія Сократа — ще один характерний прийом діалогів. При цьому, платонівська іронія строго обмежена за областю застосування і ніколи не зачіпає дійсно важливих, «божественних» вищих областей. Платон використовує її в різних цілях: в одних діалогах вона є сюжетотвірним, центральним прийомом, що визначає поведінку всіх персонажів, в інших — служить для розрядки окремих ситуацій, висміювання вад окремих героїв або навіть одиничних дій. Крім того, найчастіше, для розуміння цієї іронії варто вже мати певні знання платонівської філософії, після чого стає зрозумілим справжній сенс діалогу.
Ще одним прийомом провідного співрозмовника є ведення діалогу з уявним героєм.  Подібна тактика застосовується в тих випадках, коли йому для захисту своєї позиції необхідно звернутися до предметів вищого порядку, обговорення яких з його реальними співрозмовниками не видається можливим, зважаючи на їх недостатню підготовленість. Яскравим прикладом такого діалогу є оповідання Сократа про свою бесіду з віщункою Діотімою в діалозі «Бенкет».
Неоднозначним прийомом є передання філософського логосу у формі міфу. Самі герої міфологічну оповідь і виклад безпосередньо філософської думки підносять як дві різні форми передавання знання. Однак особливістю платонівського міфу є те, що часто в процесі викладу міфу оповідач переходить до передавання власне логосу, а сам міф стає тільки рамкою для його розповіді. Крім того, часом міф є не просто художнім сюжетом, але виклад того, у що вірить і сам Платон.

## Список діалогів
За послідовністю, встановленою Трасиллом (Діоген Лаертський, Про життя, учення і вислови знаменитих філософів, книга III).
Перша тетралогія
- Євтифрон, або Про благочестя
- Апологія Сократа
- Критон, або Про належне
- Федон, або Про душу

Друга тетралогія
- Кратил, або Про правильність імен
- Теетет, або Про знання
- Софіст, або Про суще
- Політик, або Про царську владу

Третя тетралогія
- Парменід, або Про ідеї
- Філеб, або Про насолоду
- Бенкет, або Про благо
- Федр, або Про кохання

Четверта тетралогія
- Алківіад Перший
- Алківіад Другий, або Про молитву
- Гіппарх, або Сріблолюб
- Суперники, або Про філософію

П'ята тетралогія
- Феаг, або Про філософію
- Хармід, або Про помірність
- Лахет, або Про мужність
- Лісід, або Про дружбу

Шоста тетралогія
- Євтидем, або Сперечальник
- Протагор, або Софісти
- Горгій, або Про риторику
- Менон, або Про чесноти

Сьома тетралогія
- Гіппій більший, або Про прекрасне
- Гіппій менший, або Про належне
- Іон, або про Іліаду
- Менексен, або Надгробне слово

Восьма тетралогія
- Клітофонт, або Вступ
- Держава, або Про справедливість
- Тімей, або Про природу
- Критій, або Атлантида

Дев'ята тетралогія
- Мінос, або Про закон
- Закони, або Про законодавство
- Післязаконня, або Нічна рада, або Філософ
- Тринадцять листів